# Statsforvaltningen i Donetsk
Statsforvaltningen for Donetsk Oblast (ukrainsk: Донецька обласна державна адміністрація, tr. Donetska oblasna derzjavna administratsija) var den ukrainske regerings administrative hovedkvater i Donetsk Oblast i det østlige Ukraine. Bygningen er beliggende i den centrale del af byen Donetsk.

## Urolighederne i 2014
I marts og april 2014 har bygningen, der huser statsforvaltningen, dannet ramme for en række pro-russiske protester. De separatistiske aktivister besatte bygningen mellem 1. marts og 6. marts 2014, hvor den blev ryddet af den ukrainske sikkerhedstjeneste. Under besættelsen af bygningen, erklærede politikeren Pavel Gubarev sig selv som folkets guvernør for provinsen. Han blev efterfølgende anholdt af den ukrainske sikkerhedstjeneste.
Den 6. april 2014 besatte en gruppe separatister atter en del af bygningen, hvorefter de erklærede oprettelsen af Donetsk folkerepublik.